# Hemeroblemma cariosa
Hemeroblemma cariosa är en fjärilsart som beskrevs av Lucas 1905. Hemeroblemma cariosa ingår i släktet Hemeroblemma och familjen nattflyn. Inga underarter finns listade i Catalogue of Life.